# 009
009 is een personage uit de James Bondfilm Octopussy (1983) gespeeld door acteur-stuntman Andy Bradford.
Deze geheim agent probeert in Oost-Berlijn, vermomd als clown, te ontsnappen aan de messenwerpers Mischka & Grischka. Hij blijkt iets zeer kostbaars bij zich te dragen: een Fabergé-ei, ook wel The Property of a Lady genoemd. Het lukt de sinistere circusartiesten niet het juweel te pakken te krijgen, maar ze raken 009 wel dodelijk met een mes. De geheim agent weet nog net de residentie van de Britse ambassadeur te bereiken, als hij met het ei in zijn hand dood neervalt.
009 heeft ook nog een klein rolletje in The World Is Not Enough, waarin hij Elektra King moet redden uit handen van Renard.
In de film Spectre steelt Bond de auto van 009, hij gebruikt hem om een handlanger af te schudden in Rome. Nadat de auto in de gracht is beland, moet Bond uitleggen aan Q waar de auto is gebleven.